# William Henry Bullock
William Henry Bullock (* 13. April 1927 in Maple Lake, Wright County, Minnesota; † 3. April 2011 in Madison, Wisconsin) war ein US-amerikanischer Geistlicher und römisch-katholischer Bischof von Madison.

## Leben
Bullock diente von 1944 bis 1946 in der United States Navy. Von 1946 bis 1948 studierte er Philosophie an der University of Notre Dame und von 1948 bis 1952 Katholische Theologie am St. Paul Priesterseminar. Er empfing am 7. Juni 1952 die Priesterweihe in der St. Pauls-Kathedrale in Saint Paul. Er war von 1952 bis 1957 in Pfarrgemeinden in Minneapolis und Edina tätig. Ab 1957 war Bullock an der St. Thomas Academy in St. Paul tätig, ebenda von 1967 bis 1971 als Rektor. 1962 erwarb er einen Master-Degree in Liturgie und Religionsunterricht an der University of Notre Dame. 1969 wurde er an der University of St. Thomas in Verwaltungswissenschaften promoviert. 1971 bis 1980 war er Pfarrer in Excelsior und 1980 in Minneapolis.
Papst Johannes Paul II. ernannte ihn am 3. Juni 1980 zum Titularbischof von  Natchesium und zum Weihbischof im Erzbistum Saint Paul. Die Bischofsweihe spendete ihm Erzbischof John Robert Roach am 12. August 1980 in der St. Pauls-Kathedrale in Saint Paul; Mitkonsekratoren waren Paul Vincent Dudley, Bischof von Sioux Falls und Raymond Alphonse Lucker, Bischof von New Ulm.
1987 wurde Bullock zum Bischof von Des Moines ernannt, 1993 zum Bischof von Madison. 2003 gab Papst Johannes Paul II. seinem altersbedingten Rücktrittsgesuch statt.
In der Bischofskonferenz der Vereinigten Staaten gehörte Bullock den Kommissionen für die Kommunikation und Evangelisation sowie der Agenda-Kommission für die Vorbereitung der Generalversammlungen der Konferenz. Er war Kuratoriumsmitglied des St. Francis Priesterseminars, Milwaukee.
Bullock war Mitglied der Kolumbusritter (Fourth degree) und Prior des Ritterorden vom Heiligen Grab zu Jerusalem. Er wurde 1989 mit einem Ehrendoktor der Geisteswissenschaften der Saint Ambrose University und 2005 mit einem Ehrendoktorat Doctor of Humane Letters der University of St. Thomas geehrt.